# Pragoffensiven
Pragoffensiven (ryska: Пражская стратегическая наступательная операция, "Strategiska Pragoffensiven"; tyska: Prager Operation) var den sista stora sovjetiska offensiven i Europa under andra världskriget. Offensiven, och slaget om Prag, utkämpades på östfronten mellan 6 maj och 11 maj 1945. Slaget om staden är särskilt anmärkningsvärt eftersom det slutade flera dagar efter att Tredje riket kapitulerat 8 maj 1945. Slaget är också anmärkningsvärt eftersom det utkämpades samtidigt som Pragupproret.
Under Pragoffensiven intogs slutligen staden Prag av Sovjetunionen. Alla de tyska trupperna i Armégrupp Mitte (Heeresgruppe Mitte) dödades, tillfångatogs eller föll i händerna på fienden efter kapitulationen. Armégrupp Mittes kapitulation inträffade nio dagar efter Berlins fall och tre dagar efter segerdagen 1945.

## Bakgrund
Från 30 april till 1 maj 1945 meddelade SS-Obergruppenführer Karl Hermann Frank på radion i Prag att alla eventuella uppror skulle dränkas i ett "hav av blod". Situationen i Prag var instabil. Frank visste att flera sovjetiska fronter ryckte fram mot Prag. Befolkningen i Prag var redo att befrias.

## Slaget
Det sovjetiska angreppet på Prag krossade den sista större fickan av tyskt militärt motstånd i Europa. Det sovjetiska angreppet genomfördes av 1:a (under Ivan Konev), 2:a (Rodion Malinovskij) och 4:e (Andrej Jerjomenko) ukrainska fronten. Förutom de sovjetiska arméfronterna ingick polska andra armén, de första och fjärde rumänska arméerna och 1:a kåren i tjeckoslovakiska armén. De sovjetiska fronterna omfattade mer än två miljoner man. För att kunna delta i Pragoffensiven marscherade 1:a ukrainska fronten från strax söder om Berlin direkt efter att de deltagit i slaget om Berlin.
De sovjetiska styrkorna mötte motstånd från högst 900 000 tyska soldater i det som var kvar av Armégrupp Mitte, under befäl av Ferdinand Schörner: 1:a och 4:e pansararméerna samt 7:e och 17:e arméerna.